# Victor Emanuel van Savoye
Victor Emanuel Albert Karel Theodoor Humbert Bonifatius Amadeus Damiaan Bernardijn Januarius Maria (Napels, 12 februari 1937 – Genève, 3 februari 2024), prins van Napels, als gewezen kroonprins troonpretendent van Italië en hoofd van het huis Savoye. Voor monarchisten gold hij als Victor Emanuel IV. Hij was de zoon van de laatste Italiaanse koning Umberto II en diens gemalin Marie José, dochter van Albert I van België.

## Biografie
Hij werd geboren in 1937 ten tijde van de regering van zijn grootvader Victor Emanuel III. Daar deze zich onmogelijk had gemaakt door zich in te laten met Mussolini, trad hij in 1946 af ten gunste van zijn zoon Umberto II. Amper een maand later echter werd in een referendum de monarchie afgeschaft.
Victor Emanuel groeide op bij zijn moeder in Zwitserland en werd later bankier en helikopterverkoper. Na een verloving van elf jaar trad hij op 7 oktober 1971 te Teheran in het huwelijk met de Zwitserse Marina Doria. Uit deze verbintenis werd op 22 juni 1972 een zoon geboren: Emanuel Filibert.
Als lid van het huis Savoye was het Victor Emanuel tot 2002 bij wet verboden Italië te betreden - hoewel hij zich ooit eenmaal over de grens had laten smokkelen om een vriendinnetje te kunnen bezoeken. Na het afschaffen van deze wet - hij had in ruil hiervoor zijn aanspraken op de Italiaanse troon moeten opgeven - bezocht hij op 10 november 2002 Italië en bracht allereerst een bezoek aan paus Johannes Paulus II.
De prins van Napels was een controversiële persoonlijkheid:
- Hij bagatelliseerde de onder Mussolini ingestelde anti-joodse wetten - waarvoor hij later zijn excuses aanbood
- Ook schoot hij in de nacht van 17 op 18 augustus 1978 vanaf zijn jacht voor de kust van Corsica per ongeluk de Duitse toerist Dirk Hamer neer. Deze overleed op 7 december aan zijn verwondingen, waarop Victor Emanuel werd gearresteerd. Het Parijse Hof van Assisen sprak hem vrij van doodslag, maar veroordeelde hem voor verboden wapenbezit.
- Na een diner ter ere van het huwelijk van de toenmalige Spaanse kroonprins Felipe (21 mei 2004) sloeg hij zijn verwante aartsrivaal Amadeus van Aosta (uit de Savoye-Aosta familietak) tweemaal in het gezicht.
- In juni 2006 werd hij door de Italiaanse politie gearresteerd op verdenking van bendevorming op het gebied van corruptie, vervalsing en prostitutie.
- In november 2007 eiste hij van de Italiaanse regering ruim 260 miljoen euro als schadevergoeding voor de 56 jaar ballingschap die zijn familie in het buitenland moest doorbrengen.

Sinds de verwikkelingen van 2006 werd, door zowel leden van het huis Savoye als door vele trouwe monarchisten, zijn positie als hoofd van het huis Savoye te compromitterend bevonden en stond zijn positie ter discussie.
Victor Emanuel overleed op 3 februari 2024 op de leeftijd van 86 jaar. Zijn uitvaartdienst had plaats op 10 februari in de Dom van Turijn, waarna hij werd bijgezet in de dynastieke grafkapel in de Superga-basiliek aldaar.